# Liste der Träger des Bayerischen Verdienstordens/A

## A
1. Wilhelm Abb (1915–2010), Ministerialdirektor a. D. (verliehen am 25. Juni 1981)
2. Karl Abenthum (1901–1976), Domkapitular (verliehen am 23. Juni 1962)
3. Hermann Abs (1901–1994), Vorstandsvorsitzender a. D. (verliehen am 13. Dezember 1965)
4. Max Absmeier (1920–2012), Prälat (verliehen am 4. Juli 1991)
5. Manfred Ach (1940–2024), Landtagsabgeordneter (verliehen am 14. Juli 2005)
6. Ria Achhammer, Friseurmeisterin, Ehrenkreishandwerksmeisterin der Kreishandwerkerschaft Schwandorf (verliehen am 20. Juli 2011)
7. Ann-Kristin Achleitner (* 1966), Hochschullehrerin (verliehen am 22. Juli 2019)
8. Peter Acht (1911–2010), Hochschullehrer (verliehen am 16. Juli 1987)
9. Martin Achter (1905–1995), Generalvikar, Prälat (verliehen am 8. Juni 1970)
10. Dankwart Ackermann (1878–1965), Physiologe und Chemiker (verliehen am 15. Dezember 1959)
11. Lea Ackermann (1937–2023), Ordensschwester, Gründerin und 1. Vorsitzende von SOLWODI Deutschland e. V. (verliehen am 29. Juli 2010)
12. Lilly Ackermann, Landwirtin (verliehen am 12. Juli 2004)
13. Reinhardt Ackermann, Landwirt (verliehen am 12. Juli 2004)
14. Georg Adam, Monsignore (verliehen am 8. Juni 1977)
15. Ernst Adamer, Landesamtsdirektor, Wirklicher Hofrat (verliehen am 20. Juni 1985)
16. Hermann Ade, Kaufmann (verliehen am 15. Dezember 1959)
17. Peter Ade, ehem. Direktor des Hauses der Kunst (verliehen am 30. Mai 1973)
18. Anton Adelmann, Praktischer Arzt (verliehen am 20. Juni 1979)
19. Kurt Adelmann (1930–1978), Landtagsabgeordneter, Geschäftsführer (verliehen am 18. Juni 1975)
20. Konrad Adenauer (1876–1967), Bundeskanzler (verliehen am 3. Mai 1958)
21. Ludwig Aderbauer (* 1914), Wirtschaftswissenschaftler und Bankier (verliehen am 8. Juni 1978)
22. Franz Adler (1906–1986), Kaufmann, Präsident des Bundesverbandes des Süßwaren-Groß- und Außenhandels (verliehen am 21. Mai 1974)
23. Konrad Adlmaier, Verleger (verliehen am 13. November 1962)
24. Percy Adlon (1935–2024), Autor und Filmregisseur (verliehen am 20. Juni 2001)
25. Mario Adorf (* 1930), Schauspieler (verliehen am 17. Juli 2003)
26. Josef Afritsch (1901–1964), Innenminister der Republik Österreich (verliehen am 19. November 1960)
27. Ernst-Günter Afting (* 1942), Biochemiker (verliehen 2007)
28. Georg Afuhs, Generalkonsul a. D. (verliehen am 19. November 1960)
29. Rüdiger Ahrens (* 1939), ehem. Ordinarius für Didaktik der Englischen Sprache und Literatur an der Julius-Maximilians-Universität Würzburg (verliehen am 10. Oktober 2012)
30. Georg Aicher (Industrieller), Firmenmitinhaber (verliehen am 17. November 1966)
31. Emmanuela Aichinger OSB (1917–2005), Äbtissin (verliehen am 25. Juni 1981)
32. Nikolaus Aidelsburger (1936–2012), ehem. Bürgermeister von Oberhaching (verliehen am 17. Juli 2003)
33. Heinrich Aigner (1924–1988), ehem. Bundestagsabgeordneter, Abgeordneter des Europaparlaments (verliehen am 5. Juni 1968)
34. Ilse Aigner (* 1964), ehem.  Bundesministerin für Ernährung, Landwirtschaft und Verbraucherschutz (2008–2013), Präsidentin des Bayerischen Landtags (verliehen am 9. Juli 2009)
35. Korbinian Aigner (1885–1966), Pfarrer (verliehen am 13. Dezember 1965)
36. Reinhard Aigner, Ärztlicher Direktor der Privatklinik Josephinum (verliehen am 7. Juli 1999)
37. Gerd Albers (1919–2015), Professor (verliehen am 9. Juni 1969)
38. Oskar Albert, Raumausstatter i. R. (verliehen am 12. Juni 1980)
39. Hildegard Albertshauser, ehemalige Landesvorsitzende des Deutschen Berufsverbandes für Sozialarbeiter, Sozialpädagogen, Heilpädagogen e. V., ehemalige Vizepräsidentin des Bayerischen Landesfrauenausschusses (verliehen am 17. Juli 2003)
40. Dieter Albrecht, Ärztlicher Direktor der Privatklinik Josephinum (verliehen am 7. Juli 1999)
41. Dieter Albrecht (1927–1999), Historiker (verliehen 1999)
42. Husein Alsamkari, stellte sich einem Attentäter entgegen (verliehen am 14. März 2022)
43. Hildegard Alscher (1942–2018), Hausfrau, pflegte drei Familienangehörige (verliehen am 20. Juli 2011)
44. Paul Althaus (1888–1966), Evang.-luth. Theologe, Professor (verliehen am 3. Juli 1959)
45. Alois Alzheimer, Generaldirektor der Münchner Rückversicherung 1950–1969 (verliehen am 15. Dezember 1959)
46. Josef Ambacher (1940–2012), Bankdirektor und Landesschützenmeister
47. Axel von Ambesser (1910–1988), Schauspieler, Regisseur Autor (verliehen 1971)
48. Frauke Ancker, Rechtsanwältin und ehem. Geschäftsführerin des Bayer. Journalistenverbandes (verliehen am 20. Juli 2011)
49. Reinhard Andreesen, Professor (verliehen am 22. Juli 2019)
50. Birgit Angerer (* 1955), Leiterin des Freilandmuseums Oberpfalz (verliehen am 9. Juli 2025)
51. Constanze Angerer (* 1943), Präsidentin des Landgerichts München I a. D. (verliehen am 29. Juli 2010)
52. Hans Angerer (1941–2012), Regierungspräsident (verliehen am 5. Juli 2006)
53. Tobias Angerer (* 1977), Skilangläufer (verliehen am 22. Juli 2019)
54. Kurt Ankenbrank, Präsident des Landesarbeitsamtes Nordbayern (verliehen am 15. Dezember 1959)
55. Willi Ankermüller (1901–1986), Staatsminister, Mitglied des Bayerischen Landtags (verliehen am 3. Juli 1959)
56. Gerd Anthoff (* 1946), Schauspieler (verliehen am 29. Juli 2010)
57. Gisela Anton (* 1955), Ordinaria für Experimentalphysik an der Friedrich-Alexander-Universität Erlangen-Nürnberg (verliehen am 9. Juli 2009)
58. Frank Arloth (* 1958), Jurist und Amtschef im Bayerischen Staatsministerium der Justiz (verliehen am 14. März 2022)
59. Rudolf Arlt, Ehrenpräsident des Bayerischen Schreinerhandwerks (verliehen am 17. Dezember 2014)
60. Bob Arnold, Unternehmer (verliehen am 17. Juli 2003)
61. Olga Aßländer, Hausfrau (verliehen am 14. Oktober 2015)
62. Django Asül (* 1972), bürgerlich Uğur Bağışlayıcı, Kabarettist (verliehen am 27. Juni 2018)
63. Bonifatia Auer, Provinzialoberin der Englischen Fräulein, Passau (verliehen am 15. Dezember 1959)
64. Hermann Auer (1902–1997), Physiker (verliehen 1994)
65. Elisabeth „Lizzy“ Aumeier (1964–2024), Kontrabassistin und Musik-Kabarettistin (verliehen am 14. März 2022)
66. Hermann Aumer, Vorstand der Diamalt AG (verliehen am 15. Dezember 1959)
67. Inge Aures (* 1956), II. Vizepräsidentin des Bayerischen Landtags, Architektin (verliehen am 17. Dezember 2014)
68. Deniz Aytekin (* 1978), Fußballschiedsrichter (verliehen am 5. Juli 2023)